# 佐原理
佐原 理（さはら おさむ、1978年2月27日 - ）は、日本の研究者、学術博士。徳島大学大学院社会産業理工学研究部教授。

## 人物・経歴
1978年愛知県豊川市生まれ。2005年愛知教育大学大学院 教育学研究科 芸術教育専攻修了。 2013年名古屋大学大学院国際言語文化研究科博士後期課程メディアプロフェッショナルコース修了。
成層圏での高高度気球運用および海洋回収のためのプロダクト開発を行い、日本国における成層圏での映像撮影および科学実験サンプルの回収を可能とした。また、成層圏往復便のサービスを監修し、局地研究のプラットフォームとして生命科学研究者との連携やバイオアート、地方創生プロダクトの研究開発を行っている。さらに、映像・デザインにかかわる美術教育研究者として映像的触覚知を生み出すプロセスおよび米国のメディアアートカリキュラムなどを研究。NIRS脳計測装置を用い実際に映像的触覚知（特定の表現活動を行なった際に視覚入力が脳の触覚的認知を誘発する）が脳機能として備わっていることを明らかにしている。

## 著書
- Global Media Arts Education: Mapping Global Perspectives of Media Arts in Education ,Palgrave Studies in Educational Futures) , Palgrave Macmillan 2022年10月14日 (ISBN 303105475X)
- 神林 恒道, ふじえみつる編「映像メディアによる美術教育」『美術教育ハンドブック』三元社 2018年3月
- Editors, Masami Toku, Hiromi Tsuchiya Dollase 「A Look at Manga in Japanese Public Education」『MANGA!: Visual Pop-Culture in ARTS Education 』InSEA Publications 2020年8月 (ISBN 9789895468362)

## 監修
- 「小学生が宇宙に挑戦！スペースバルーンで宇宙人にみんなの声を配信したい！@成層圏」CAMPFIRE クラウドファンディング 2021年1月
- 株式会社GOCCO. ShuttleD プロジェクト 2020年
- 「宇宙から紙飛行機を飛ばそう」岐阜かかみがはら航空宇宙博物館 スペースバルーンプロジェクト 2018年3月
- 「団地」阪本順治監督映画：気球による成層圏撮影映像提供 2016年
- 「Mission to the Earth」CSR映像 ブラザー工業 2015年10月
- 「超えろプロジェクト 宇チュー大作戦」関西テレビ自社CF 2015年9月
- 「Sky's The Limit」 V6 PV特典映像 エイベックス2014年10月22日
- 「手描きこいのぼりを宇宙に向けて飛ばす」電通 電通報 2015年5月

## メディア
- 「宇宙でシャボン玉を飛ばしたらどうなる？ 」TBS『専門家の意見が真っ二つ！どうなるでSHOW』2024年6月10日
- 「宇宙にポテトチップスを飛ばしたら袋は破裂するのか？」TBS『専門家の意見が真っ二つ！どうなるでSHOW』2023年7月8日
- 「成層圏で干物やビールを作る！？成層圏と経済」文化放送『村上信五くんと経済くん』2023年7月8日
- 「探求の階段 成層圏を教育の場にしたい 」テレビ東京『探求の階段』2023年7月6日
- 「成層圏の小さな実験室」テレビ東京『探求の階段』2023年6月29日
- 「夏の自由研究：宇宙で干物づくり」 日本テレビ 『世界の果てまでイッテQ!』 2022年7月17日
- 「意外すぎる所でつくるグルメ」 NHK総合 『あさイチ』 2022年2月
- 「なぜ成層圏で魚の干物を作ろうと思ったんですか？」 岡田准一が、成層圏の可能性 に迫りました。 J-WAVE 『GROWING REED』 2021年12月26日
- 「大気圏で!?意外な場所の商品開発」 NHK総合 『所さん！大変ですよ』 2021年12月16日
- 「実験！上空3万メートルで作る干物」 NHK総合 『有吉のお金発見 突撃！カネオくん』 2021年11月6日
- 「Dried fish from the stratosphere」 Nippon TV 『News 24 Japan』 2019年8月21日
- 「日テレNEWS24成層圏で作る干物は世界一？気になる味は」 日本テレビ 『NEWS24』 2019年8月8日
- 「宇宙までビッグマック打ち上げてみた」 UUUM 『水溜りボンド』 2018年8月2日
- 「トミーのiPhoneを宇宙に飛ばしてみた」 UUUM 『水溜りボンド』 2018年7月28日
- 「干物を作るのに最も最適なのは成層圏」 毎日放送 『林先生が驚く初耳学！』 2018年7月8日
- 「所でナンじゃこりゃ!?『〜海底から成層圏まで！奇跡の絶景探検SP〜』」 テレビ東京 『所でナンじゃこりゃ!?』 2017年9月26日
- 「成層圏からのスーパームーン撮影」 東海テレビ 『どえらいもの撮ってこい』 2016年12月
- 「1カメ 大学生が挑む宇宙への夢「成層圏」から見た地球」 テレビ朝日 『報道ステーション SUNDAY』 2016年7月3日
- 「成層圏と温度の関係」 毎日放送 『林先生が驚く初耳学！』 2015年4月
- 「映像新世紀〜最先端カメラが見た驚異の世界〜」 BS日テレ 『日テレ 木曜スペシャル』 2015年3月12日
- 「紙ヒコーキを宇宙から飛ばしたい！」 テレビ新広島 『オトナアソビ』 2014年8月
- 「高度3万メートル 成層圏への旅」 NHKラジオ 『音の風景 2014年1月